# 80. pr. n. št.
80. pr. n. št. je drugo desetletje v 1. stoletju pr. n. št. med letoma 89 pr. n. št. in 80 pr. n. št.. 

## Dogodki
- 88 pr. n. št. - konec državljanske vojne v Rimu z zmago Rimljanov nad italijanskimi zavezniki.
- 88 pr. n. št. - prva mitridatska vojna: pontski kralj Mitridat VI. Evpator izda ukaz o pomoru 80.000 Rimljanov in Italikov v Mali Aziji.
- 87 pr. n. št. - Lucij Kornelij Sula se začne bojevati v Epiru in oblega Atene in Pirej, ki sta stopila na stran Mitridata.
- 86 pr. n. št. - Sula 1. marca zavzame Atene in jih prepusti plenilcem.
- 85 pr. n. št. - da se lahko Sula vrne v Rim, sklene z Mitridatom mir v Dardanah.
- 82 pr. n. št. - Sula v bitki pri Collinskih vratih premaga samnitske zaveznike Rima in prevzame oblast v mestu.
- 81 pr. n. št. - Sulo določijo za diktatorja in ta prenovi rimsko vlado.
- 80 pr. n. št. - Aleksandrija pride pod rimsko upravo.

Pomembne osebnosti